# De Veldmuis (molen)
De Veldmuis  (ook: De Kikkert) is een electriciteitsmolen in Westzaan in de Nederlandse provincie Noord-Holland.

## Geschiedenis
De molen werd gebouwd als snuifmolen in 1689. Eigenaar was  Cornelis Dircksz. IJff, die op 3 november 1689 een windbrief voor de molen ontving. Deze was gebouwd ten oosten van het dorp Westzaan achter J.J. Allanstraat 48. Toen de familie IJff de Veldmuis in 1738 verkocht, werd aan de verkoop de voorwaarde verbonden dat de molen diende te worden verplaatst. De koper, Aris Engel, bouwde de Veldmuis aan de westzijde van het dorp op, ter hoogte van Zuideinde 285, en richtte hem in als lattenzager. De laatste molenaar die op windkracht met de molen hout heeft gezaagd was Piet Kee, die hem in 1916 voor sloop verkocht om naast de molen een petroleummotor te plaatsen voor de aandrijving van het zaagmechanisme. Volgens de overlevering werd het zeskant door een Amerikaan gekocht om de molen in de Verenigde Staten te herbouwen, maar werd het schip waarop de onderdelen werden vervoerd, getorpedeerd waarna het zonk.
Nadat de zagerij in 1977 werd beëindigd volgde sloop en verval.

## Herbouw
In 2000 werden de restanten aangekocht door de firma Somass uit Wormer. De oprichters van dit bedrijf, Gé Sombroek en Gerrit van Assema, zetten zich al lange tijd in voor het behoud en herbouw van de typische Zaanse houtbouw. Er werd een ontwerp gemaakt en de te bouwen molen werd te koop aangeboden. Vanwege de economische crisis was er pas in 2017 een koper, die het pand als woonhuis wil laten inrichten, waardoor alleen uiterlijk een terugkeer van de molen is. De wieken kunnen draaien en zullen energie opwekken. Met de bouw van de nieuwe molen is in 2018 begonnen. In juni 2020 was de molenromp compleet; in september 2020 is de kap op de romp geplaatst.